# نخست‌وزیر جزایر سلیمان
نخست‌وزیر جزایر سلیمان رئیس دولت جزایر سلیمان است که در نتیجه رهبری حزب یا ائتلاف با حمایت اکثریت در پارلمان ملی انتخاب می‌شود. جرمیا مانل از ماه مه ۲۰۲۴ نخست‌وزیر جزایر سلیمان بوده است.
جزایر سلیمان قلمرو مشترک المنافع است. وظایف رئیس دولت به نمایندگی از پادشاه جزایر سلیمان توسط فرماندار کل جزایر سلیمان که به وسیله پارلمان معرفی می‌شود انجام می‌گیرد.
اقامتگاه رسمی نخست‌وزیر خانه سرخ در هونیارا است.